# Canadian-American Challenge Cup
Der Canadian-American Challenge Cup, kurz CanAm oder Can-Am, war in den Jahren 1966 bis 1974 eine Serie von Sportwagenrennen in Nordamerika. Das Gegenstück in Europa war beziehungsweise ist die Interserie. Eine zweite Generation von CanAm mit grundlegend anderen Regeln basierte auf veralteten Formel-5000-Wagen, die mit der Optik von Sportwagen versehen wurden.

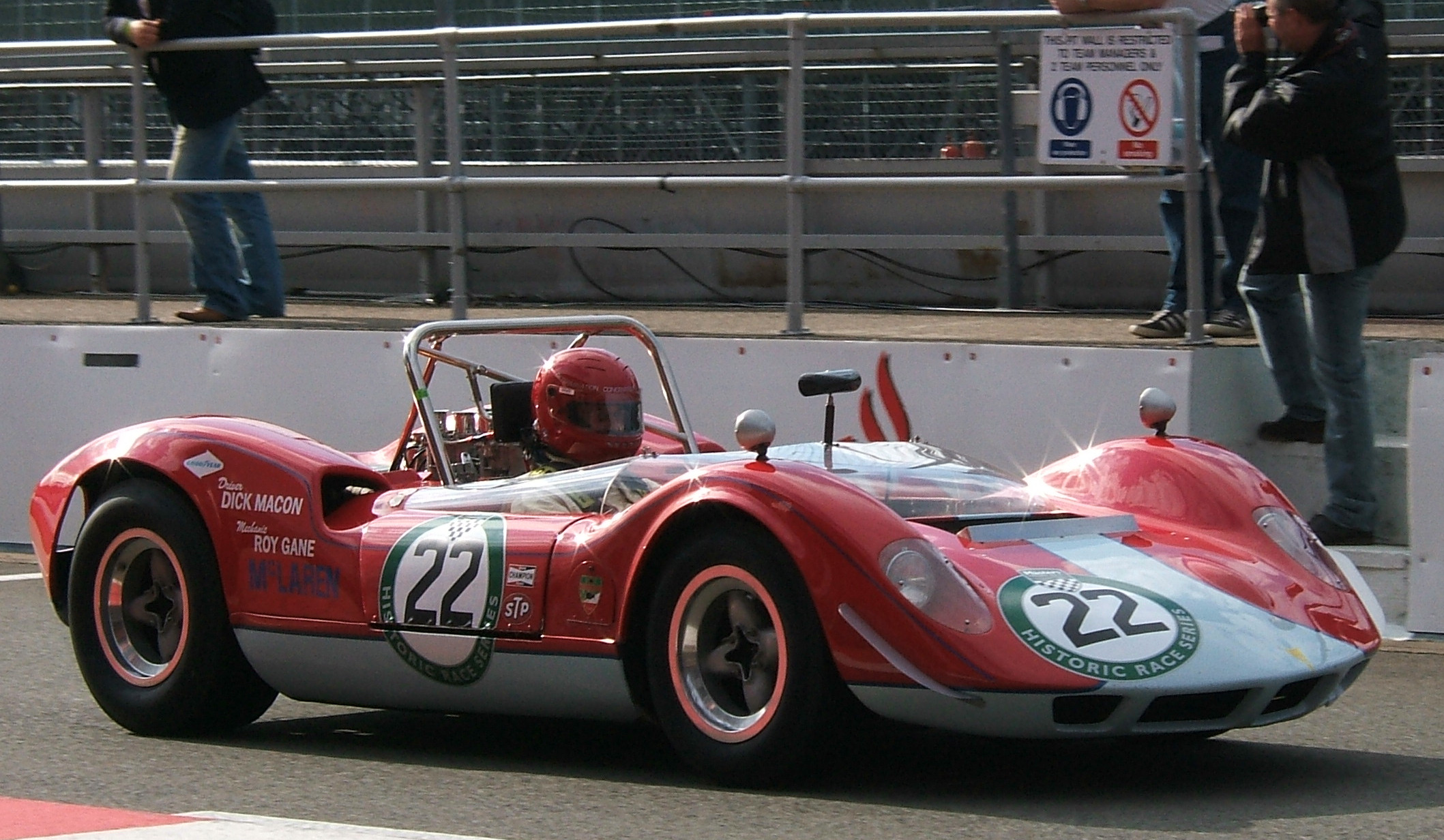
McLaren M1A

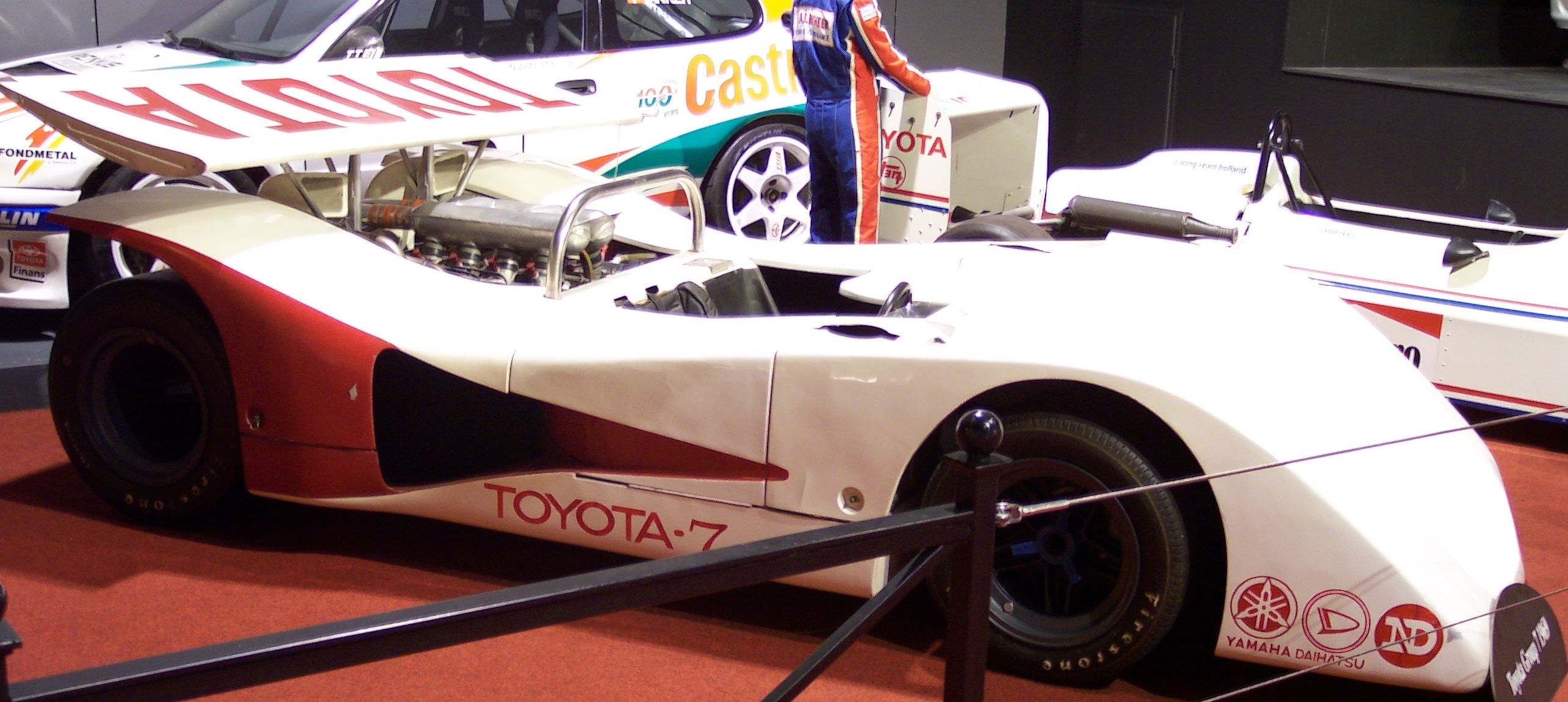
Toyota Seven CanAm V8, 1969

## Anfänge
CanAm begann als Rennserie für Rennsportwagen mit zwei Rennen in Kanada (engl. Canada, daher Can) und vier Rennen in den Vereinigten Staaten (America, daher Am). Die Serie wurde anfangs von J-Wax gesponsert. Für die Serie galten die Gruppe-7-Regeln aus dem FIA-Regelwerk der FIA, die sehr wenig Beschränkungen in Bezug auf Neuerungen hatten. Diese Regeln erlaubten praktisch unbegrenzte Möglichkeiten mit Hubraum, Leistung, Turboladern und dem Anpressdruck des Wagens zu experimentieren. Dies hatte schlussendlich zur Folge, dass wahrhaft „ungeheuerliche“ Wagen mit weit über 1000 PS (750 kW), Flügeln, einer aktiven Anpressdruckerzeugung, sehr niedrigen Gewichten und bis dahin nie da gewesene Geschwindigkeiten entstanden.

## Erwähnenswerte Fahrer und Technologien
Erwähnenswerte Fahrer der ursprünglichen CanAm-Serie sind praktisch alle wichtigen Fahrer der späten 1960er und frühen 1970er Jahre. Denis Hulme, Bruce McLaren, Phil Hill, Mark Donohue, Jim Hall, Chris Amon, Dan Gurney, Peter Revson, Masten Gregory, John Surtees, Parnelli Jones, Mario Andretti, Jack Brabham, Pedro Rodríguez, Vic Elford und Jackie Stewart fuhren alle irgendwann einmal CanAm Wagen.
CanAm war der Geburtsort und das Erprobungsgelände für, zu dieser Zeit, ungeheuerliche Technik. CanAm-Wagen zählten zu den ersten Rennwagen mit Flügeln, leistungsfähigen Turboladern, verkleideten Unterböden und Materialien aus der Luft- und Raumfahrt, wie beispielsweise Titan. Dies führte letzten Endes zum Untergang der ursprünglichen Serie, da die Kosten ausarteten. Jedoch waren die CanAm-Wagen stets auf dem aktuellen Stand der Renntechnik. Erwähnenswerte Konstrukteure der Serie waren McLaren, Chaparral, Lola, B.R.M., Shadow und Porsche.
Als der ultimative CanAm-Rennwagen gilt der turbogeladene Porsche 917/30 Spyder.

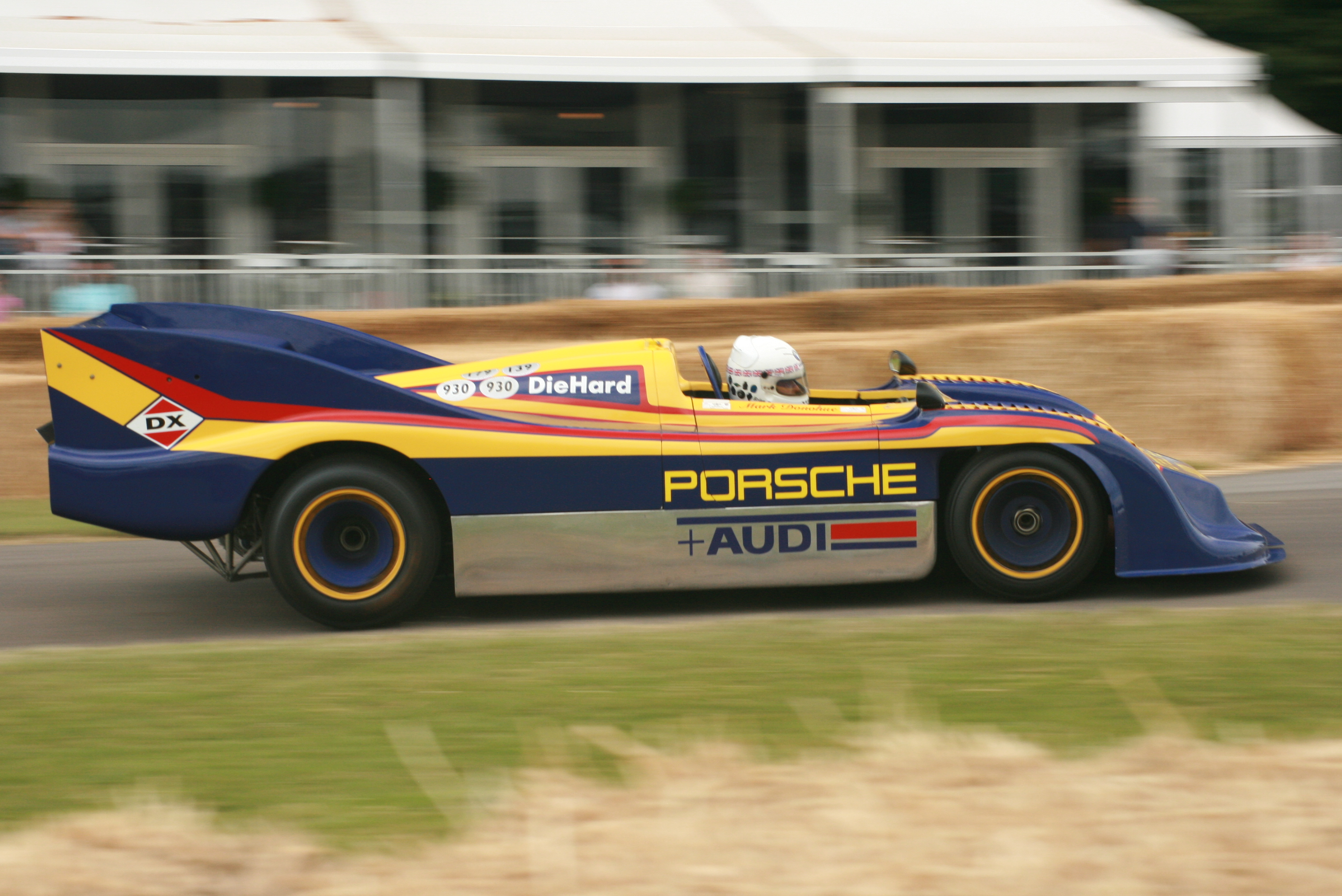
Porsche 917/30, Sieger der CanAm-Meisterschaft 1973
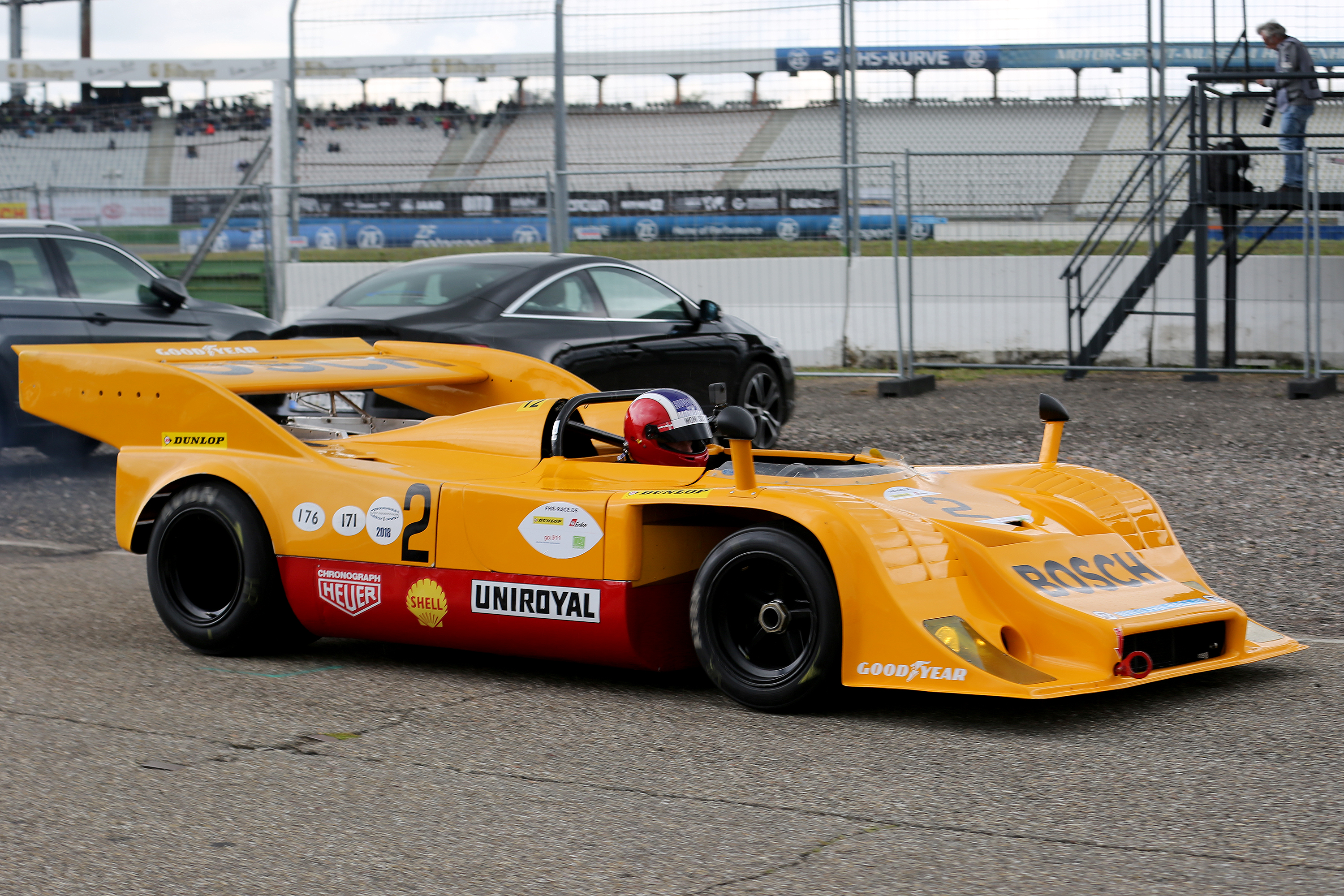
Porsche 917/10 TC, 7046 cm³, Bj. 1972 bei den Hockenheim Historic 2021
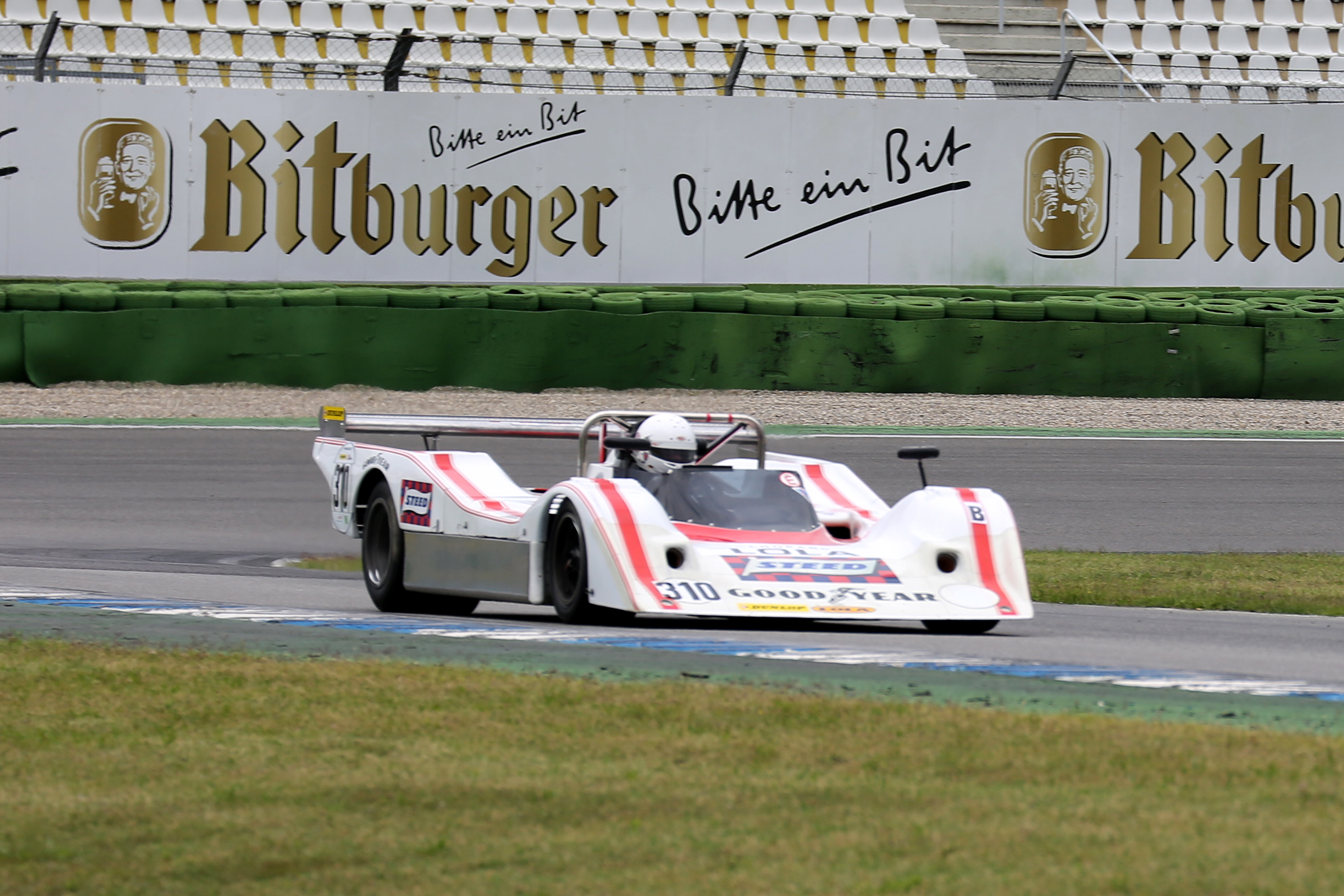
Lola T310, 8100 cm³, Bj. 1972
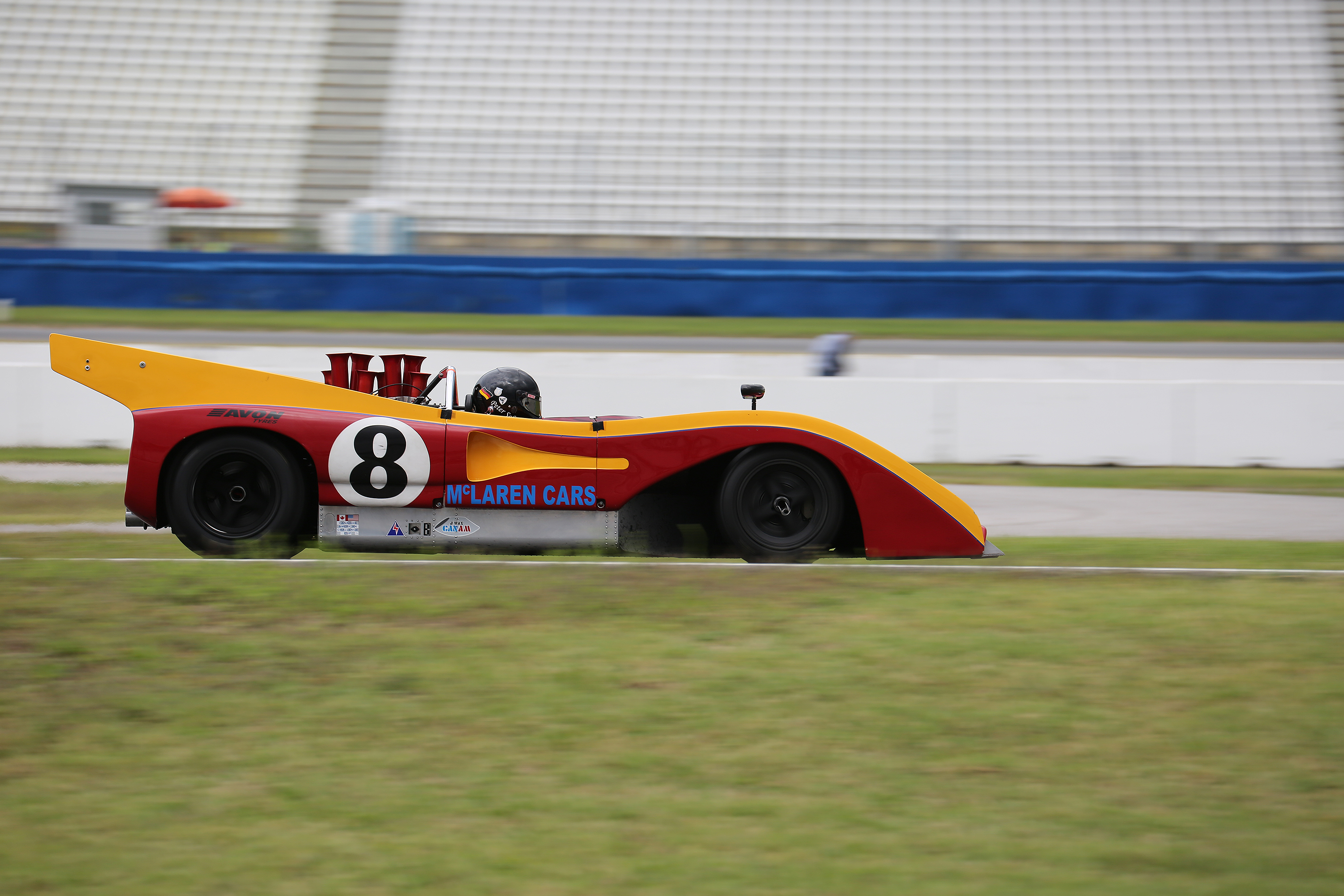
McLaren M8F, 8100 cm³, Bj. 1972, Hockenheim Historic 2021
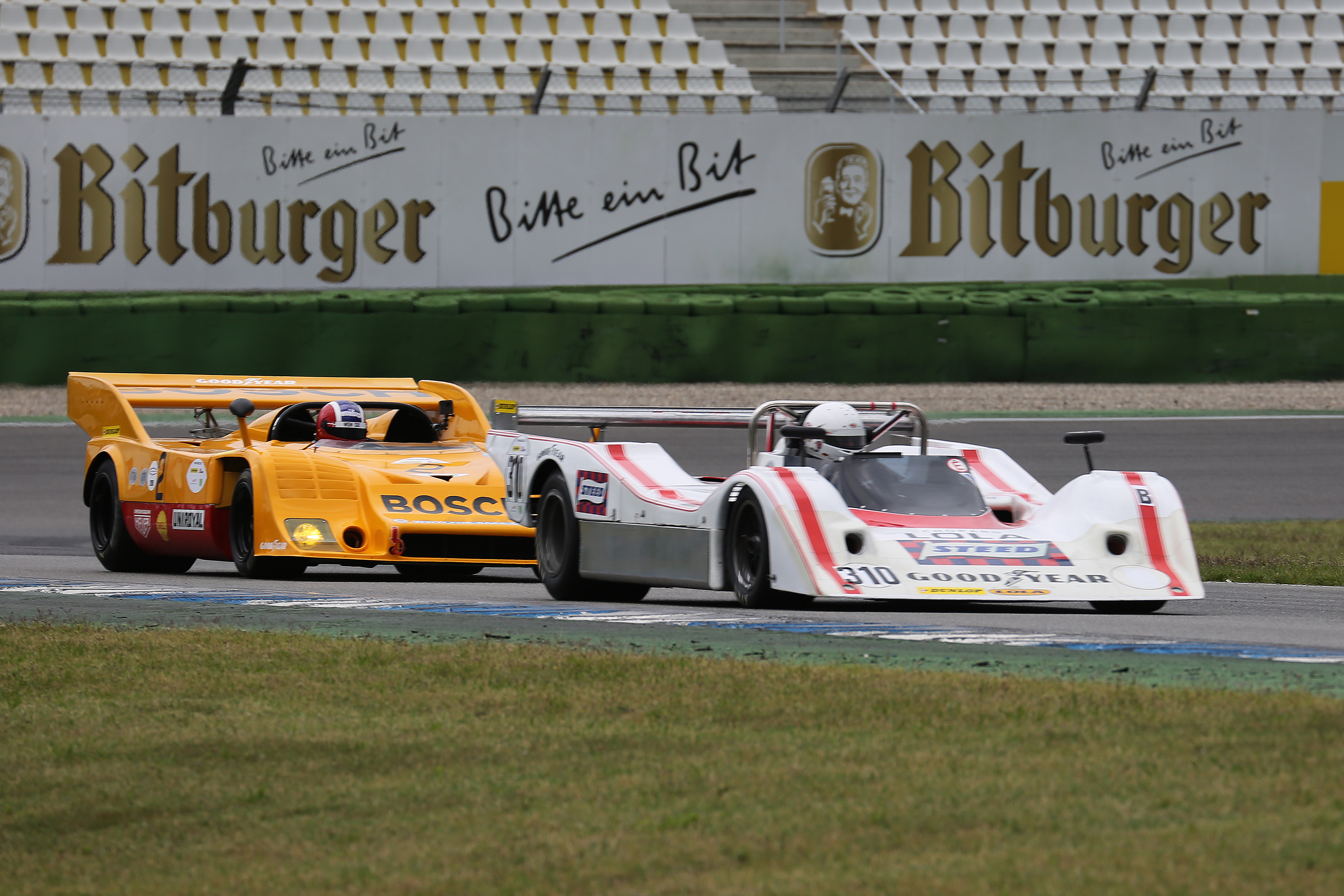
CanAm & Sportscar Cup, Hockenheimring
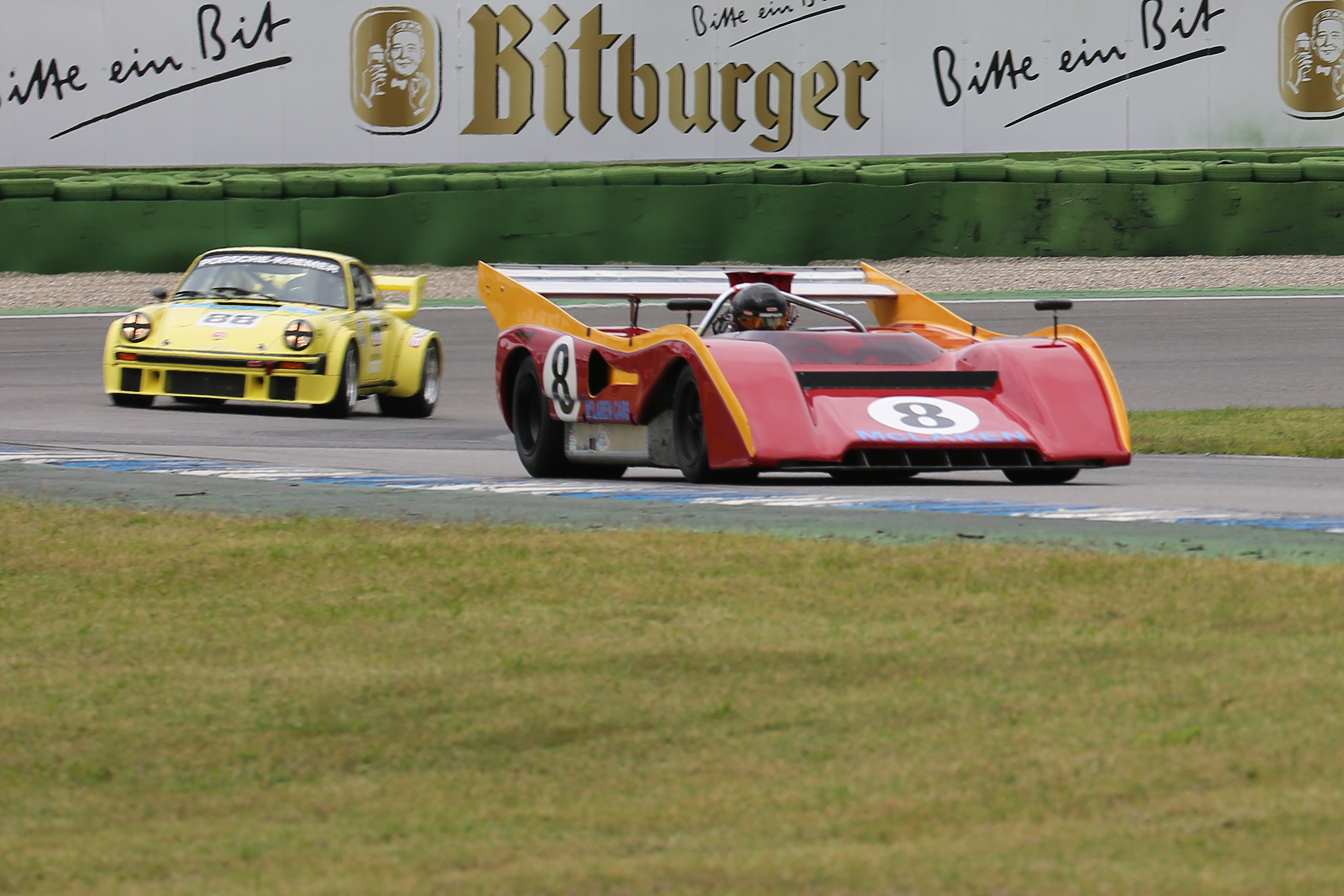
CanAm & Sportscar Cup, Hockenheimring

## Niedergang
1974 fand die letzte CanAm-Meisterschaft statt. Schwindelerregende Kosten, eine wirtschaftliche Flaute in Nordamerika als Folge der Ölkrise und nachlassendes Interesse bei Sponsoren führten zum Abbruch der Serie am Ende der 1974er Saison. Der Name CanAm war weiterhin bekannt, was die SCCA 1977 veranlasste, eine zweite CanAm-Serie vorzustellen, welche auf überarbeiteten Fahrzeugen der kurz zuvor aufgelösten Formel A/5000 Serie basierten. Jedoch konnte der Ruhm und Erfolg des Originals nicht erreicht werden.

## Meister
| Jahr | Fahrer             | Team                       | Wagen                                   |
| ---- | ------------------ | -------------------------- | --------------------------------------- |
| 1966 | John Surtees       | Team Surtees               | Lola T70-Chevrolet                      |
| 1967 | Bruce McLaren      | Bruce McLaren Motor Racing | McLaren M6A-Chevrolet                   |
| 1968 | Denis Hulme        | Bruce McLaren Motor Racing | McLaren M8A-Chevrolet                   |
| 1969 | Bruce McLaren      | Bruce McLaren Motor Racing | McLaren M8B-Chevrolet                   |
| 1970 | Denis Hulme        | Bruce McLaren Motor Racing | McLaren M8D-Chevrolet                   |
| 1971 | Peter Revson       | Bruce McLaren Motor Racing | McLaren M8F-Chevrolet                   |
| 1972 | George Follmer     | Penske Racing              | Porsche 917/10                          |
| 1973 | Mark Donohue       | Penske Racing              | Porsche 917/30KL                        |
| 1974 | Jackie Oliver      | Shadow Racing Cars         | Shadow DN4A-Chevrolet                   |
| 1975 | keine Rennen       | keine Rennen               | keine Rennen                            |
| 1976 | keine Rennen       | keine Rennen               | keine Rennen                            |
| 1977 | Patrick Tambay     | Haas-Hall Racing           | Lola T333CS-Chevrolet                   |
| 1978 | Alan Jones         | Haas-Hall Racing           | Lola T333CS-Chevrolet                   |
| 1979 | Jacky Ickx         | Carl Haas Racing           | Lola T333CS-Chevrolet                   |
| 1980 | Patrick Tambay     | Carl Haas Racing           | Lola T530-Chevrolet                     |
| 1981 | Geoff Brabham      | Team VDS                   | Lola T530-Chevrolet / VDS 001-Chevrolet |
| 1982 | Al Unser Jr.       | Galles Racing              | Frissbee GR3-Chevrolet                  |
| 1983 | Jacques Villeneuve | Canadian Tire              | Frissbee GR3-Chevrolet                  |
| 1984 | Michael Roe        | Don Walker                 | VDS 002-Chevrolet / VDS 004-Chevrolet   |
| 1985 | Rick Miaskiewicz   | Mosquito Autosport         | Frissbee GR3-Chevrolet                  |
| 1986 | Horst Kroll        | Kroll Racing               | Frissbee KR3-Chevrolet                  |

### Klasse unter 2 Liter
| Jahr | Fahrer       | Team                             | Wagen             |
| ---- | ------------ | -------------------------------- | ----------------- |
| 1979 | Tim Evans    | Diversified Engineering Services | Lola T290-Ford    |
| 1980 | Gary Gove    | Pete Lovely VW                   | Ralt RT2-Hart     |
| 1981 | Jim Trueman  | TrueSports                       | Ralt RT2-Hart     |
| 1982 | Bertil Roos  | Elite Racing                     | Marquey CA82-Hart |
| 1983 | Bertil Roos  | Roos Racing School               | Scandia B3-Hart   |
| 1984 | Kim Campbell | Tom Mitchell Racing              | March 832-BMW     |
| 1985 | Lou Sell     | Sell Racing                      | March 832-BMW     |